# 拉芬拿 (1993年出生足球运动员)
拉法埃尔·艾簡達拿·杜拿斯文圖（葡萄牙語：Rafael Alcántara do Nascimento，通常称为拉菲尼亚（葡萄牙語：Rafinha，1993年2月12日—）是一名巴西足球運動員，司職進攻中場，现效力于卡塔爾星級足球聯賽球會多哈艾阿拉比。曾經效力巴西國家足球隊。

## 俱乐部
他是前巴西球員马齐尼奥之子，堤亞高·艾簡達拿的弟弟。兄弟兩人都是拉瑪西亞青訓出身。
2020年10月5日，拉菲尼亚与巴黎圣日耳曼签订了一份为期三年的合同。

## 国家队
拉芬拿曾代表西班牙及巴西青年隊上陣，2015年成為巴西大國腳。2016年巴西里約奧運，他為巴西奧運足球代表隊贏得奧運足球金牌。

## 榮譽

### 球會
巴塞隆拿
- 西甲: 2014–15, 2015–16
- 西班牙國王盃: 2011–12, 2014–15（英语：2014–15 Copa del Rey）, 2015–16（英语：2015–16 Copa del Rey），2016-17
- 西班牙超級盃: 2016（英语：2016 Supercopa de España），2018
- 歐洲冠軍聯賽: 2014–15
- 歐洲超級盃: 2015

### 國家隊
巴西
- 奧運金牌: 2016

### 個人
- 西甲最佳進步球員（英语：LFP Awards）: 2013–14（英语：LFP Awards）